# Hybla Valley
Hybla Valley és una concentració de població designada pel cens dels Estats Units a l'estat de Virgínia. Segons el cens del 2000 tenia 16.721 habitants.

## Demografia
Segons el cens del 2000, Hybla Valley tenia 16.721 habitants, 6.362 habitatges, i 4.211 famílies. La densitat de població era de 2.116,7 habitants per km².
Dels 6.362 habitatges en un 33,3% hi vivien nens de menys de 18 anys, en un 44,8% hi vivien parelles casades, en un 16,6% dones solteres, i en un 33,8% no eren unitats familiars. En el 27,4% dels habitatges hi vivien persones soles el 7,1% de les quals corresponia a persones de 65 anys o més que vivien soles. El nombre mitjà de persones vivint en cada habitatge era de 2,61 i el nombre mitjà de persones que vivien en cada família era de 3,18.
Per edats la població es repartia de la següent manera: un 26,2% tenia menys de 18 anys, un 8,9% entre 18 i 24, un 33% entre 25 i 44, un 21,5% de 45 a 60 i un 10,4% 65 anys o més.
L'edat mediana era de 34 anys. Per cada 100 dones de 18 o més anys hi havia 90,2 homes.
La renda mediana per habitatge era de 49.087 $ i la renda mediana per família de 57.984 $. Els homes tenien una renda mediana de 34.669 $ mentre que les dones 32.103 $. La renda per capita de la població era de 24.745 $. Entorn del 12,1% de les famílies i el 15,2% de la població estaven per davall del llindar de pobresa.

## Poblacions properes
El següent diagrama mostra les poblacions més properes.